# Динфус
Динфус (њем. Dünfus) општина је у њемачкој савезној држави Рајна-Палатинат. Једно је од 92 општинска средишта округа Кохем-Цел. Према процјени из 2010. у општини је живјело 303 становника. Посједује регионалну шифру (AGS) 7135022.

## Географски и демографски подаци
Динфус се налази у савезној држави Рајна-Палатинат у округу Кохем-Цел. Општина се налази на надморској висини од 315 метара. Површина општине износи 3,2 km². У самом мјесту је, према процјени из 2010. године, живјело 303 становника. Просјечна густина становништва износи 93 становника/km².